# Charm
För en typ av elementarpartikel, se Kvark
Charm är en egenskap hos vissa mänskliga personligheter som inkluderar en "magnetisk" kvalitet på personligheten och/eller utseendet ("personlig utstrålning") samt en sofistikerad och ibland smickrande kommunikations- och övertalningsförmåga. En person som är charmig eller karismatisk har lätt att få med sig människor, han/hon får god kontakt med sina åhörare och är övertygande. Figur, hållning, klädstil, etikett, konversationskonst, finess och elegans hör till charmen. Även saker, exempelvis exotiska platser, kan ha charm. Ett tilldragande sätt. 